# Geeuwenbrug
Geeuwenbrug est un village situé dans la commune néerlandaise de Westerveld, dans la province de Drenthe. Le 1er janvier 2008, le village comptait 390 habitants.

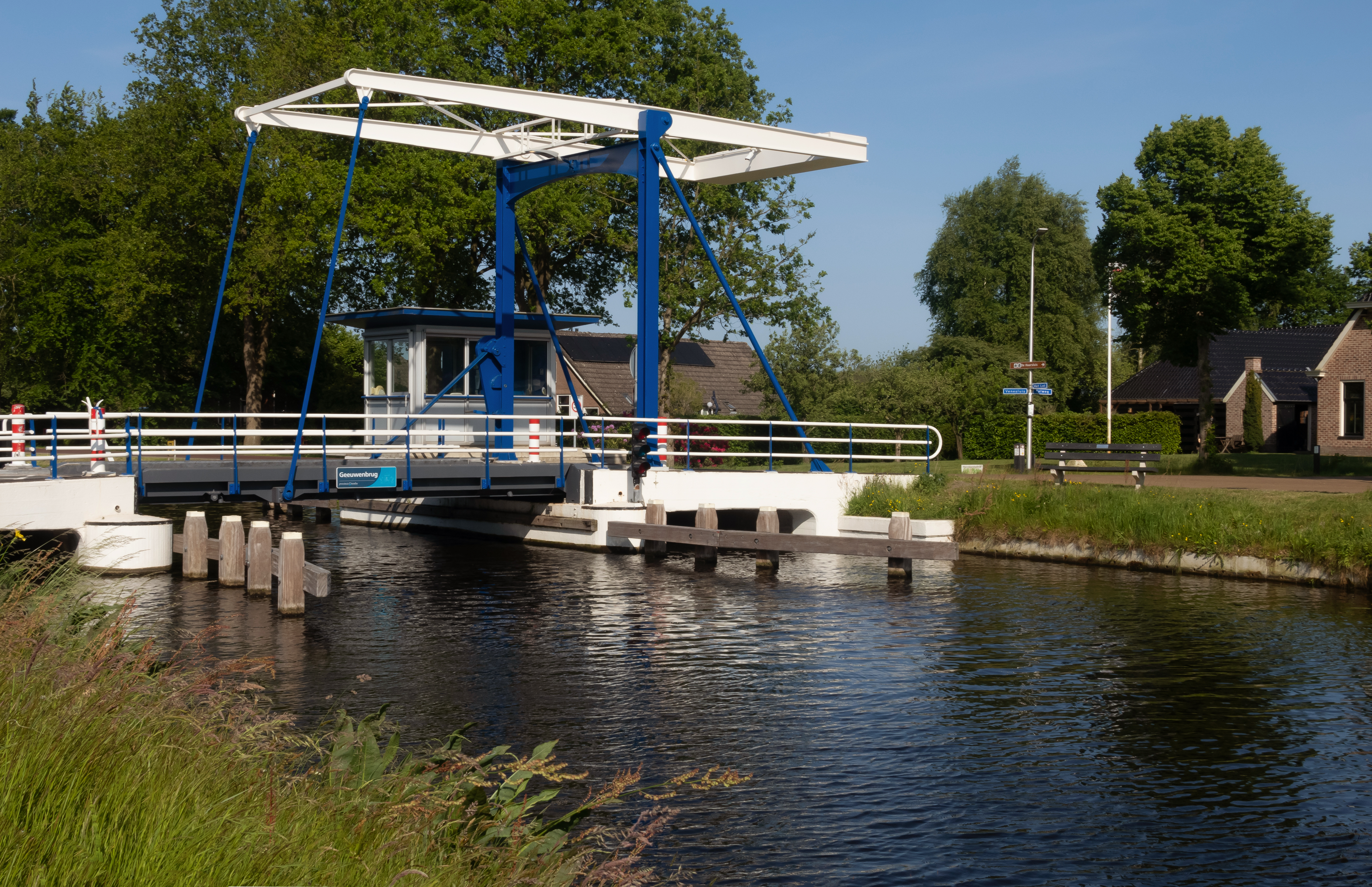
Le pont-levis: le Geeuwenbrug à Geeuwenbrug